# NGC 2104
NGC 2104 (również PGC 17822) – magellaniczna galaktyka spiralna z poprzeczką (SBm), znajdująca się w gwiazdozbiorze Malarza. Odkrył ją John Herschel 27 grudnia 1834 roku.